# Nothing Fails
Nothing Fails is een nummer van de Amerikaanse zangeres Madonna uit 2003. Het is de vierde single van haar negende studioalbum American Life.
Op dit nummer gebruikt Madonna de akoestische gitaar van producer Mirwais uit Don't Tell Me en het gospelkoor uit Like a Prayer. De tekst van "Nothing Fails" gaat over hoe liefde angsten kan overwinnen, emotionele wonden kan genezen en een gevoel van doel en vervulling kan geven. Het nummer werd in sommige landen tegelijkertijd met Love Profusion op single uitgebracht, waaronder ook in Nederland. Samen met dit nummer haalde het de 20e positie in de Nederlandse Tipparade. In Vlaanderen werd het los op single uitgebracht en bereikte het de 50e positie in de Ultratop 50.

## Tracklijst
- Cd-single

1. "Nothing Fails" (radioversie) – 3:46
2. "Nothing Fails" (Peter Rauhofer's Classic House Mix) – 8:24